# Wesebach
Der Wesebach, auch Wese genannt, ist ein 24,9 km langer, südwestlicher und orographisch rechter Zufluss der Eder im Landkreis Waldeck-Frankenberg in Nordhessen.

## Name
Der Bach wurde erstmals im Jahr 1299 als Wesede urkundlich erwähnt. Die vermutlich althochdeutsche Ausgangsform des Namens *Wisunde leitet sich wohl mit -unde--Suffix von der germanischen Wortwurzel *wis- mit der Bedeutung „(stinkende) Flüssigkeit“ ab.

## Geographie

### Verlauf
Der Wesebach entspringt im Mittelteil des Kellerwaldes. Seine Quelle liegt auf der Westflanke der östlich des Dorfs Löhlbach (nördlicher Gemeindeteil von Haina) gelegenen Kleinen Aschkoppe (606,8 m ü. NHN), einem Westausläufer der Großen Aschkoppe. Etwa 650 m nördlich des auf etwa 545 m Höhe auf den von Wald umgebenen Heiligen Wiesen liegenden Ursprungs führt die Bundesstraße 253 vorbei.
Der Wesebach fließt anfangs in westsüdwestlicher Richtung durch den Naturpark Kellerwald-Edersee. Hiernach knickt er nach Nordnordwesten ab und verläuft nach und durch das an der B 253 gelegene Löhlbach. Nach deren Unterqueren fließt er in Richtung zur von Frankenau im Westen kommenden Landesstraße 3332 und dann entlang dieser Straße nach Frebershausen, einem Stadtteil von Bad Wildungen. Unterhalb der Ortschaft, wo über die Nordwesthänge des Bachtals die Südostgrenze des Nationalparks Kellerwald-Edersee verläuft, wendet sich der Bach nach Nordosten. Währenddessen passiert er den Nationalpark und die dortigen Ederhöhen (deren Gebiet sich etwa mit dem des Nationalparks deckt) sowie einige Mineralquellen im Tal.
Dabei erreicht der Wesebach das Gemeindegebiet von Edertal, in dem er weiterhin entlang der L 3332 durch die Ortsteile Gellershausen und Kleinern fließt. Bei Kleinern befindet sich am teils vom Wesetal-Lehrweg begleiteten Bach die Freizeitanlage Spicke (u. a. mit einer Hängebrücke über den Bach). Hiernach erreicht der Bach den Edertaler Gemeindeteil Giflitz, wo er die Bundesstraße 485 unterquert und kurz darauf ein Stück entlang der nach Bergheim führenden Landesstraße 3086 fließt.
Nach Verlassen des Kellerwaldes und beim Durchfließen von Giflitz fließt der Wesebach in die Wegaer Ederaue ein, in der er nordwestlich der südlichen Bergheimer Ortslage Bahnhof auf etwa 191 m Höhe in den Fulda-Zufluss Eder mündet. Wenige Meter östlich unterhalb seiner Einmündung steht die Ederbrücke des in diesem Abschnitt stillgelegten Bahnstrecke Wega–Brilon Wald. Nördlich davon und damit jenseits der Eder liegt der Hauptteil des Edertaler Ortsteil Bergheim, und direkt östlich unterhalb der Brücke mündet dort der von Norden kommende Böhner Bach in die Eder.

### Naturräumliche Zuordnung
Der Wesebach entspringt in der naturräumlichen Haupteinheitengruppe Westhessisches Bergland (Nr. 34) im zur Haupteinheit Kellerwald (344) gehörenden Mittelkellerwald (344.1). Nach Verlassen dieser Untereinheit verläuft er bei Löhlbach wenige Kilometer innerhalb des zur Untereinheit Niederkellerwald (344.5) gehörenden Naturraums Frankenauer Flur (344.50), unterhalb der Ortschaft etwa parallel zur Grenze zum Mittelkellerwald und anschließend erneut durch diese Untereinheit. Hiernach fließt der Bach oberhalb von Frebershausen in die Untereinheit Wildunger Bergland (344.2) ein, in der er durch Gellershausen und Kleinern verbleibt. Etwas unterhalb von letzterer Ortschaft wechselt der Bach in die Haupteinheit Ostwaldecker Randsenken (341) über, in der er innerhalb der Untereinheit Wildunger Senke (341.5) bis Giflitz durch den Naturraum Wildehügelland (341.52) läuft. Letztlich mündet der Bach im zur selben Untereinheit zählenden Naturraum Wegaer Ederaue (341.51) bei Bergheim-Bahnhof in die Eder.

### Einzugsgebiet, Rhein-Weser-Wasserscheide und Zuflüsse
Der Wesebach ist ein Gewässer III. Ordnung. Sein Einzugsgebiet ist 63,433 km² groß. Es grenzt im Nordwesten, Norden, Nordosten, Osten und Südosten unter anderem über Lorfe (Lorfebach; Eder-Zufluss), Banfebach (Edersee-Zufluss), Keßbach (Zufluss des Banfebachs) sowie über die Wilde (Eder-Zufluss) an das Einzugsgebiet der Eder, in dem die Stauseen Edersee und Affolderner See liegen. Im Süden stößt es über die Urff (Schwalm-Zufluss) an jenes der Schwalm (Eder-Zufluss) und im Süden und Südwesten über die Wohra und über den Schweinfebach (Wohra-Zufluss) an jenes der Ohm.
Das Quellgebiet des Wesebachs liegt an der Rhein-Weser-Wasserscheide. Während das Wasser der Wohra, die im Kellerwald wenige Kilometer südlich der Wesebachquelle entspringt, durch die Ohm und Lahn in Richtung Südwesten dem Rhein zufließt, läuft jenes des Wesebachs durch die Eder und Fulda in Richtung Nordosten der Weser zu.
Zu den Zuflüssen des Wesebachs gehören mit orographischer Zuordnung (l = linksseitig, r = rechtsseitig), Gewässerlänge, Mündungsort mit Wesebachkilometer und – wenn bekannt – Einzugsgebietsgröße in km² (bachabwärts betrachtet, in der Regel laut/):
- Sasselbach (r; 3,8 km), zwischen Löhlbach und Frebershausen (nahe km 17,3), 3,522 km²
- Quernstgrund (l; 1,5 km), unmittelbar vor Frebershausen (nahe km 15,4), 1,606 km²
- Rödelbach (r; 1,7 km), in Frebershausen (bei km 15,15)
- Ebach (r; 1,5 km), oberhalb Gellershausen (bei km 11,85), 1,279 km²
- Dreisbach (r; 6 km), in Gellershausen (nahe km 10,9), 9,633 km²
  - Goldbach (r; 0,7 km), Dreisbach-Zufluss oberhalb Gellershausen (nahe Dreisbach-km 1,3)
- Klingesebach (l; 2,9 km), oberhalb Gellershausen-Emdenau (bei km 10,05), 4,339 km²
- Eschelbach (l; 2 km), oberhalb Kleinern-Spicke (nahe km 8,1)
- Kesselbach (r; 2,6 km), unterhalb Kleinern-Spicke (nahe km 7,45)
- Heimbach (l; 3,9 km), bei Kleinern nahe der Wiesenmühle (nahe km 7,1), 2,954 km²
  - Bartenbach (r; 1,5 km), Heimbach-Zufluss oberhalb Kleinern (nahe Heimbach-km 1,1)
- Haimbach (r; 1 km), zwischen Kleinern und Giflitz (bei / nahe km 4,65)
- Schrummbach (l; 2,1 km), oberhalb Giflitz; nahe Wohnsiedlung Am Kalkrain (nahe km 3,4)
- Haarbach (r; 1,5 km), oberhalb Giflitz; nahe Wohnsiedlung Am Kalkrain (nahe km 3,15)

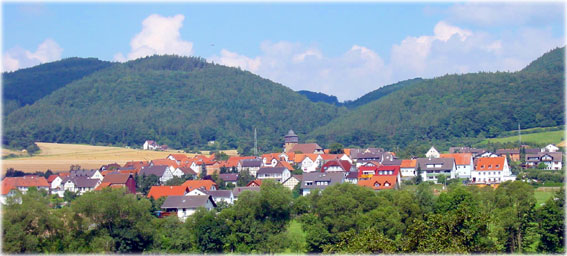
Kleinern im Wesebachtal: Blick von Südosten zum Elmsberg

### Ortschaften
Die Ortschaften am Wesebach sind (bachabwärts betrachtet): 
- Löhlbach (zu Haina)
- Frebershausen (zu Bad Wildungen)
- Gellershausen (zu Edertal)
- Emdenau (Ansiedlung unterhalb Gellershausen)
- Kleinern (zu Edertal)
- Am Kalkrain (Wohnsiedlung oberhalb Giflitz)
- Giflitz (zu Edertal)

### Wassermühlen
Wassermühlen am Wesebach sind/waren unter anderem (bachabwärts betrachtet):
- Struthmühle (nahe dem weit abseits vom Bach liegenden Frankenau, weit unterhalb Löhlbach)
- Wesemühle (nahe dem weit abseits vom Bach liegenden Frankenau, weit unterhalb Löhlbach)
- Obermühle (am Ortsausgang von Frebershausen in Richtung Frankenau)
- Untermühle (am Ortsausgang von Frebershausen in Richtung Gellershausen)
- Eine Mühle (oberhalb Kleinern-Spicke)
- Wiesenmühle (bei Kleinern, nahe Heimbach-Einmündung)
- Hammermühle (unterhalb Kleinern)
- Grundmühle Schartenberg (oberhalb Giflitz, bei Wohnsiedlung Am Kalkrain, nahe Schrummbach-Einmündung)
- Edermühle (bei Bergheim-Bahnhof an einem Mühlkanal, der etwas oberhalb der Wesebach-Mündung ostwärts zur Eder abzweigt)

## Schutzgebiete
Der Wesebach fließt – außerhalb aller oberhalb von Giflitz am Bach liegenden Ortschaften – im Vogelschutzgebiet (VSG) Kellerwald (VSG-Nr. 4920-401; 263,9949 km²). Er verläuft im quellnahen Oberlauf durch das Naturschutzgebiet (NSG) Bernertsgrund bei Löhlbach (CDDA-Nr. 162393; 1984 ausgewiesen; 13,43 ha groß), das als gleichnamiges Fauna-Flora-Habitat-Gebiet (FFH-Nr. 4920-301; 13,54 ha) besteht. Ab der weit unterhalb von Löhlbach stehenden Wesemühle fließt er südöstlich außerhalb des FFH-Gebiets Kellerwald (FFH-Nr. 4819-301; 58,2261 km²) und etwa ab Gellershausen bis zu seiner Mündung durch das FFH-Gebiet Untere Eder (FFH-Nr. 4822-304; 16,659 km²). Oberhalb von Giflitz passiert der Bach das FFH-Gebiet Schrummbachsrain und Kalkrain bei Giflitz (FFH-Nr. 4820-308; 17,16 ha), dessen unterhalb der Wohnsiedlung Am Kalkrain liegender Ostteil als NSG Kalkrain bei Giflitz (CDDA-Nr. 163991; 1996; 6,47 ha) ausgewiesen ist. Die Wesebachmündung liegt im Landschaftsschutzgebiet (LSG) Auenverbund Eder (CDDA-Nr. 378400; 1993; 45,0585 km²) und im VSG Ederaue (VSG-Nr. 4822-402; 30,9557 km²); dort fließt der Bach unmittelbar östlich am innerhalb des LSG Auenverbund Eder gelegenen NSG Krautwiese am Wesebach (NSG-Nr. 344593; 2002; 16,63 ha) vorbei, um direkt anschließend in die Eder zu münden.

## Wesetal-Lehrweg
Der Wesetal-Lehrweg ist ein Geschichts-, Kultur-, Natur- und Wasser-Erlebnispfad im Wesebachtal, der nach 18-monatiger Planungsphase und Bauzeit Ende Oktober 2004 eingeweiht wurde. Der Weg zweigt in der Gegend des Mündungsbereichs des Wesebachs in die Eder vom Ederauenweg ab und verläuft – mehrmals den Bach kreuzend und die Freizeitanlage Spicke bzw. Kleinern durchquerend – von Giflitz aufwärts durch das Bachtal nach Gellershausen.
Er führt der den Wanderer und Radfahrer durch Überlieferungen aus alter Zeit in die Vergangenheit und durch Forschungen in die Gegenwart. An zwölf Stationen mit großen und interessanten Schautafeln kann man sich über den Wesebach und sein Tal, die ehemalige Eisenindustrie und die hiesige Geschichte informieren, zum Beispiel über Amphibien, Eisenhammer, Hirten, Holzessig, Mineralquellen und Wassermühlen. 